# Hugo Modesto Gontijo
Hugo Modesto Gontijo (Bom Despacho, 28 de julho de 1950 — Belo Horizonte, 6 de abril de 2015) foi um político brasileiro filiado ao PTC.
Foi eleito vereador em Bom Despacho (1971 a 1973), Deputado estadual (1983 a 1987) e senador (1989 a 1990), Foi eleito vereador em Belo Horizonte (2000 a 2004), além de ter sido secretário de Estado da Educação no governo de Newton Cardoso.